# G4 EA H1N1
O G4 EA H1N1 é um vírus influenza descoberto pela primeira vez na China, com evidências de infecção inicial em pessoas que trabalham em matadouros e na indústria suína. Está relacionado ao A/H1N1pdm09, o vírus responsável pela pandemia de gripe A de 2009, sendo um rearranjo de um vírus aviário e duas cepas de H1N1. Afeta principalmente porcos, mas dois casos foram identificados em humanos. Em junho de 2020, não é facilmente transmissível entre seres humanos, mas possui "potencial pandêmico".